# Ungarische Eishockeyliga 2002/03
Die Saison 2002/03 war die 66. Spielzeit der ungarischen Eishockeyliga, der höchsten ungarischen Eishockeyspielklasse. Meister wurde zum insgesamt vierten Mal in der Vereinsgeschichte Alba Volán Székesfehérvár.

## Modus
In der Hauptrunde absolvierte jede der sechs Mannschaften insgesamt zehn Spiele. Die vier bestplatzierten Mannschaften qualifizierten sich für die Finalrunde. Die Ergebnisse aus der Hauptrunde zwischen für die Finalrunde qualifizierten Mannschaften wurden in diese übernommen. Die beiden Erstplatzierten der Finalrunde qualifizierten sich für das Meisterschaftsfinale. Für einen Sieg erhielt jede Mannschaft zwei Punkte, bei einem Unentschieden gab es einen Punkt und bei einer Niederlage null Punkte.

## Hauptrunde
|    | Klub                      | Sp | S  | U | N  | Tore  | Punkte |
| -- | ------------------------- | -- | -- | - | -- | ----- | ------ |
| 1. | Alba Volán Székesfehérvár | 10 | 10 | 0 | 0  | 88:19 | 20     |
| 2. | Dunaferr SE Dunaújváros   | 10 | 8  | 0 | 2  | 82:21 | 16     |
| 3. | Ferencvárosi TC           | 10 | 6  | 0 | 4  | 59:37 | 12     |
| 4. | Miskolci Jegesmedvék JSE  | 10 | 3  | 0 | 7  | 41:79 | 6      |
| 5. | Újpesti TE                | 10 | 3  | 0 | 7  | 31:78 | 6      |
| 6. | Győri ETO HC              | 10 | 0  | 0 | 10 | 9:76  | 0      |

Sp = Spiele, S = Siege, U = Unentschieden, N = Niederlagen

## Finalrunde
|    | Klub                      | Sp | S  | U | N  | Tore   | Punkte |
| -- | ------------------------- | -- | -- | - | -- | ------ | ------ |
| 1. | Alba Volán Székesfehérvár | 12 | 11 | 1 | 0  | 84:26  | 23     |
| 2. | Dunaferr SE Dunaújváros   | 12 | 7  | 0 | 5  | 66:34  | 14     |
| 3. | Ferencvárosi TC           | 12 | 4  | 2 | 6  | 50:60  | 10     |
| 4. | Miskolci Jegesmedve JSE   | 12 | 0  | 1 | 11 | 30:110 | 1      |

## Playoffs

### Spiel um Platz 3
- Ferencvárosi TC - Miskolci Jegesmedve JSE 2:0 (5:2, 9:5)

### Finale
- Alba Volán Székesfehérvár - Dunaferr SE Dunaújváros 5:0 (6:5, 6:1, 6:5 n. V., 3:2, 5:2)